# HD 77946
HD 77946, TOI-1778 — двойная звезда в созвездии Большой Медведицы на расстоянии приблизительно 323 световых лет (около 99 парсек) от Солнца. Визуальная звёздная величина звезды — +9m. Возраст звезды определён как около 3,85 млрд лет.
Вокруг звезды обращается, как минимум, одна планета.

## Характеристики
Первый компонент — жёлто-белая звезда спектрального класса F5V, или F5, или F9-G0IV-V, или G2. Масса — около 1,17 солнечной, радиус — около 1,31 солнечного, светимость — около 2,113 солнечной. Эффективная температура — около 5952 K.
Второй компонент — красный карлик спектрального класса M5.

## Планетная система
В 2024 году группой астрономов было объявлено об открытии планеты TOI-1778 b.
В 2019 году учёными, анализирующими данные проектов Hipparcos и Gaia, у звезды обнаружена планета HIP 44746 c.